# Hamburgische Entreprise
Die Hamburgische Entreprise (auch Hamburger Entreprise oder Hamburger Nationaltheater) ist der erste Versuch eines deutschen Nationaltheaters in den Jahren 1767–1769.

## Geschichte

Abel Seyler, Haupteigentümer und faktischer Leiter des Theaters

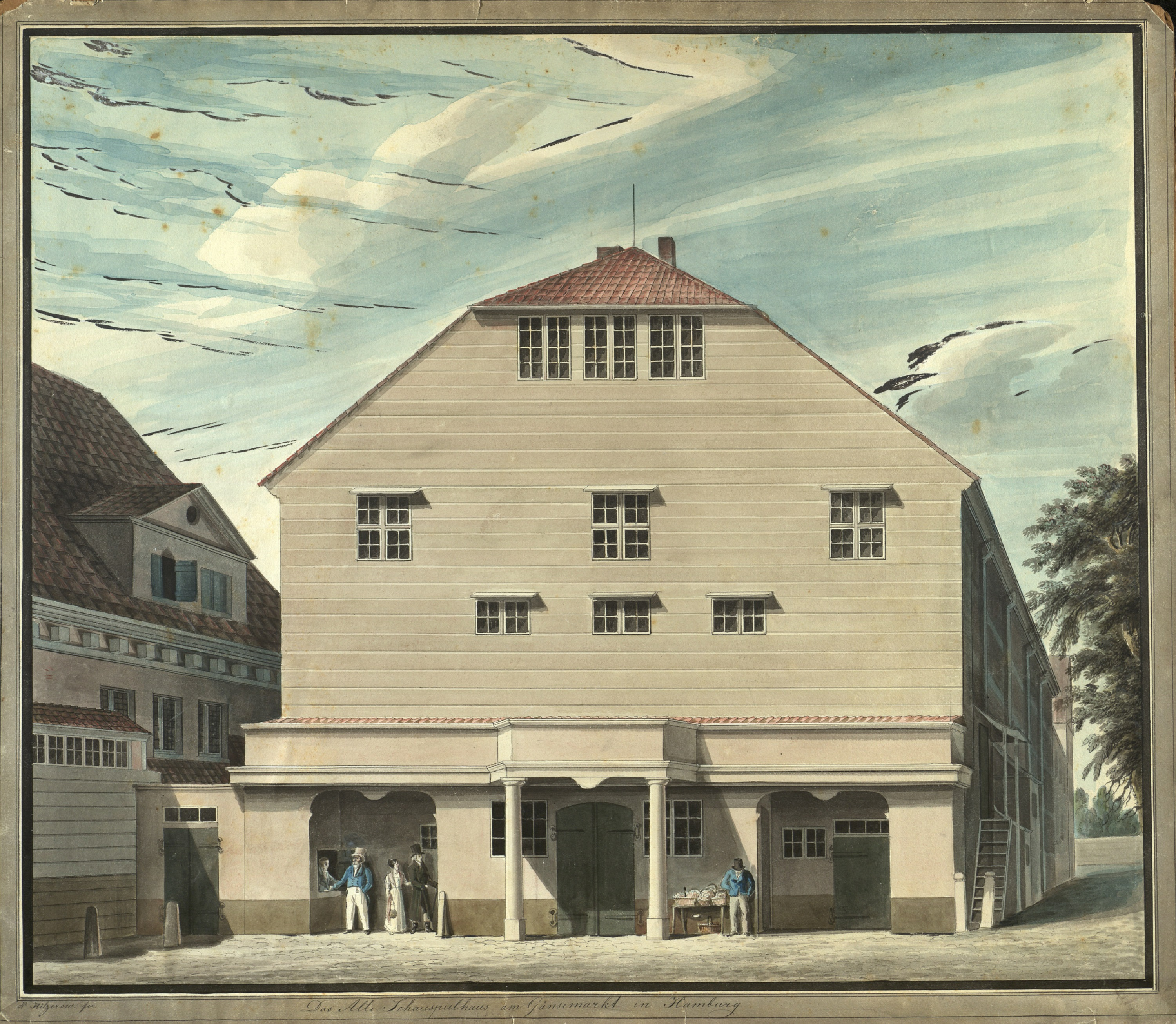
Theater am Gänsemarkt, 1827

Ein Vorbild war das von Ludvig Holberg 1748 gegründete dänische Nationaltheater (Det Kongelige Teater) in Kopenhagen. Holberg hatte zusammen mit andern Autoren wie Johann Elias Schlegel eine Verbürgerlichung des Hoftheaters befördert.
Die Hamburgische Entreprise wurde von Johann Friedrich Löwen gegründet, der auch Theaterdirektor war. Die Trägerschaft war privat, daher der Name Entreprise (frz.: „Unternehmen“). Das Theater wurde von wohlhabenden Bürgern, nicht vom Adel geleitet. Zwölf Kaufleute bildeten ein Konsortium und der Haupteigentümer und faktische Leiter des Theaters war Abel Seyler. Wesentlich beteiligt am Unternehmen war der berühmte Schauspieler Conrad Ekhof.
Als Haus diente das Ackermannsche Comödiantenhaus an der Stelle der ehemals berühmten Oper am Gänsemarkt, in dem die Schauspielergesellschaft von Konrad Ernst Ackermann spielte. Gotthold Ephraim Lessing wurde als Dramaturg beschäftigt. In tragischen Rollen glänzte Sophie Friederike Hensel. Aus finanziellen Gründen scheiterte das Vorhaben nach zwei Spielzeiten. Das Haus wurde von Abel Seyler übernommen, der auch später in Mannheim die Programmatik des „Nationaltheaters“ einführte.

## Wirkung
Über die Bedeutung ist meist Folgendes zu lesen: Die Hamburgische Entreprise beförderte eine Literarisierung des deutschsprachigen Schauspiels, eine Emanzipation von seinen hauptsächlich französischen Vorbildern sowie von der italienischen Oper. Gesang und Tanz auf der Bühne wurden zurückgedrängt. Den Wandertruppen, die das Theaterleben beherrschten, wurde ein „stehendes Theater“ zum Vorbild gemacht, und dem durch Kleinstaaterei zersplitterten deutschsprachigen Raum wurde Sprache und Kultur als einigendes Band vorgeführt. Das Bildungsbürgertum konnte sich mit diesen Gemeinsamkeiten von den konkurrierenden Interessen des Adels unterscheiden. Herzog Carl Eugen von Württemberg gebärdete sich auf der Bühne des Schlosstheaters Ludwigsburg zur selben Zeit noch wie der Sonnenkönig.
Die Realität sah allerdings anders aus: Selbstverständlich beherrschten Übersetzungen französischer Stücke von Voltaire, Marivaux, Jean-François Regnard, Philippe Quinault auch in Hamburg den Spielplan, und das Ballett, die Pantomime und die „Operette“ wurden keineswegs abgeschafft, obwohl Lessing sie verschweigt, sondern oft sogar noch am gleichen Abend mit seinen eigenen Trauerspielen gegeben. Lessing schrieb im Zusammenhang mit den Aufführungen seine wegbereitende Hamburgische Dramaturgie.
Die Idee hatte allerdings eine nachhaltige Wirkung. In Wien nannte sich das Burgtheater ab 1776 „Teutsches Nationaltheater“. Das Mannheimer Theater wurde ab 1777 „Nationalschaubühne“ genannt. Diese Theater waren allerdings noch in aristokratischer Hand. Erst im 19. Jahrhundert bekam die Idee des Nationaltheaters im Zusammenhang mit dem Pangermanismus ein politisches Gewicht. Die Rivalität mit Frankreich und der Nationalismus seit der Reichsgründung 1871 gaben dem Begriff eine zwiespältige kulturkämpferische Bedeutung.

## Trivia
- Petra Oelker: Lorettas letzter Vorhang. Ein historischer Kriminalroman. Rowohlt, Reinbek 1998, ISBN 3-499-22444-5, Glossar ab Seite 375.